# Station Morgex

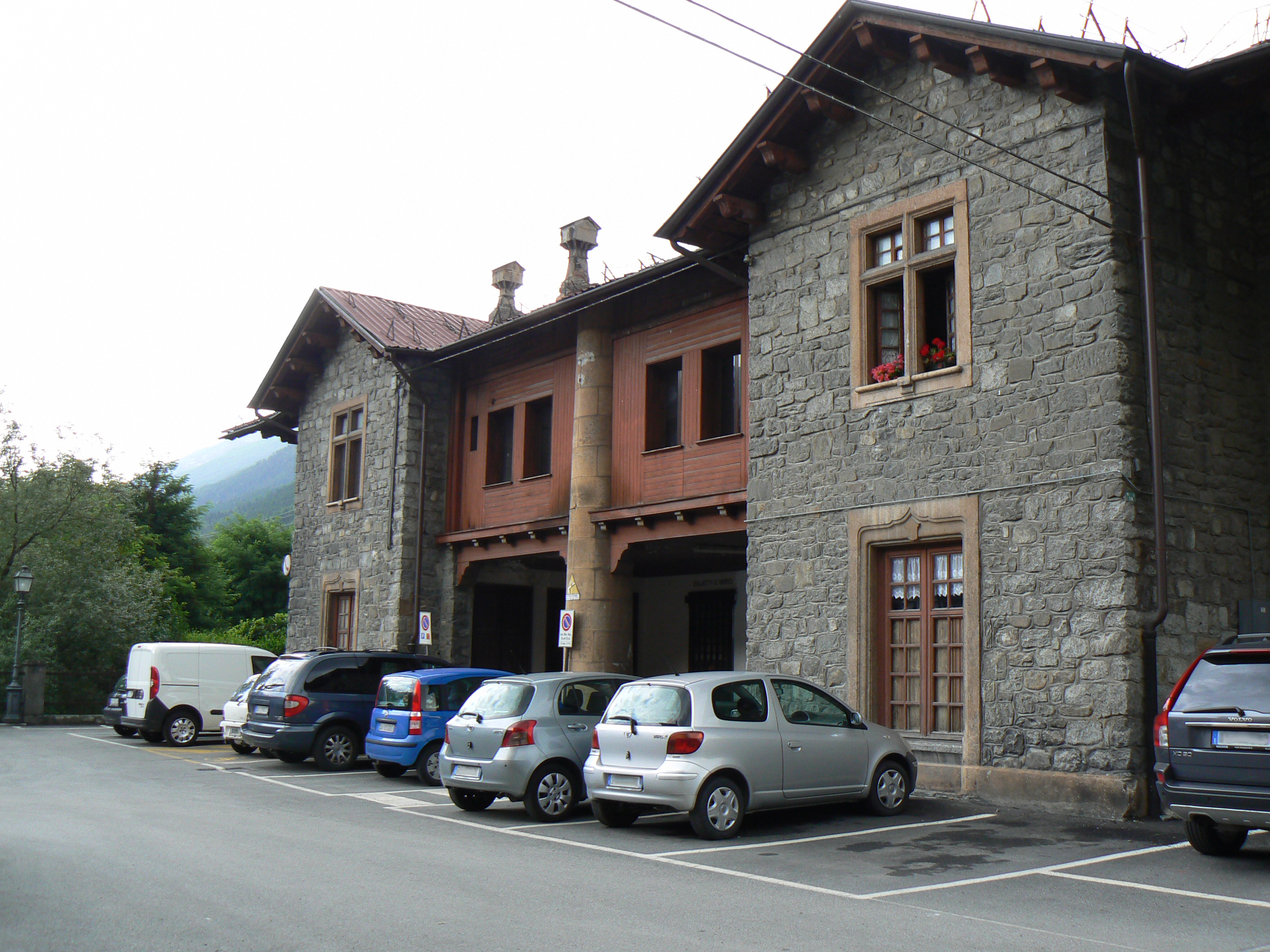

Station Morgex is een spoorwegstation van de spoorlijn Aosta - Pré-Saint-Didier, gelegen in de gelijknamige gemeente Morgex (Aostadal-Italië).